# Parc naturel Cœur de Condroz
La Parc naturel Cœur de Condroz est un parc naturel belge dans le Condroz, dans la province de Namur en Région wallonne, d'une surface de 944,95 km2. Il couvre le territoire des communes d'Assesse, Ciney, Gesves, Hamois, Havelange et Ohey.
Des actions y sont menées en faveur de l'agriculture locale, du paysage et de la protection de la biodiversité, par exemple la plantation de haies ou la promotion des circuits courts.